# Heinz Ziegler
Heinz Ziegler (* 19. Mai 1894 in Darkehmen; † 21. August 1972 in Göttingen) war ein deutscher General der Artillerie im Zweiten Weltkrieg.

## Leben
Ziegler wurde vor dem Ausbruch des Ersten Weltkrieges Offizier der Preußischen Armee und diente im Krieg, zuletzt als Oberleutnant, in verschiedenen Artillerieregimentern. Ausgezeichnet mit beiden Klassen des Eisernen Kreuzes und dem Ritterkreuz des Königlichen Hausordens von Hohenzollern mit Schwertern erfolgte nach Kriegsende seine Übernahme in die Reichswehr. Ab Mitte der 1920er Jahre wurde er abwechselnd mit dem Truppendienst auch im Reichswehrministerium verwendet, wo er sich um organisatorische Angelegenheiten kümmerte.
Inzwischen zum Oberst aufgestiegen, wurde Ziegler zum Chef des Stabes im Allgemeinen Heeresamt, welches das Ersatzwesen der Wehrmacht koordinierte. In dieser Funktion wurde er ein wichtiger Vertrauter des damaligen Amtschefs General Friedrich Fromm. Als dieser mit dem Beginn des Zweiten Weltkriegs am 1. September 1939 zum Befehlshaber des Ersatzheeres ernannt wurde, blieb Ziegler dessen Chef des Stabes, bis er am 13. September als Chef des Stabes zum Wehrkreis IV (Dresden) übertrat. Am 1. Februar 1940 übernahm er die Funktion des Chefs des Stabes des XXXXII. Armeekorps, welches am Westfeldzug teilnahm, ohne jedoch in größere Einsätze involviert zu werden. Nach einer Zeit als Besatzungstruppe an der Kanalküste wurde das Korps im August 1941 an die Ostfront verlegt, wo es an der Leningrader Blockade mitwirkte. Im Herbst 1941 wurde das Korps zur 11. Armee (General Erich von Manstein) verlegt, um an der bevorstehenden Eroberung der Krim mitzuwirken. Nach dem Durchbruch durch die Landenge von Ischun wollte das Armeeoberkommando die geschlagenen sowjetischen Truppen überholend verfolgen, um ihnen den Weg nach Simferopol, Kertsch oder Sewastopol zu verlegen. Allerdings mangelte es dafür an einem schnellen Verband. Daher wurde aus einem rumänischen motorisierten Regiment sowie deutschen Aufklärungs- und Artillerieabteilungen eine improvisierte motorisierte Brigade zusammengestellt, deren Kommando Ziegler übernahm. Zieglers „Brigade“ stieß nach Süden über die Alma vor und erreichte die Küste bei Jalta. Sie hatte damit vielen sowjetischen Verbänden den Weg nach Sewastopol verlegt, konnte die Festung selbst jedoch nicht angreifen.
Am 26. Januar 1942 mit dem Deutschen Kreuz in Gold ausgezeichnet, wurde der inzwischen zum Generalmajor beförderte Ziegler im Frühjahr 1942 zurück nach Berlin versetzt, wo er wieder beim Chef des Ersatzheeres Dienst tat. Ende des Jahres erfolgte eine weitere Wendung in Zieglers Karriere. Im Dezember 1942 wurde er zum Generalleutnant befördert und zum stellvertretenden Oberbefehlshaber der 5. Panzerarmee in Tunis ernannt. Das war insofern ungewöhnlich, als die Stammbesetzung in der deutschen Armee keine Stellvertreter kannte. Der neue Oberbefehlshaber Generaloberst Hans-Jürgen von Arnim hatte keine hohe Meinung von seinem Stellvertreter, der bisher noch nichts Größeres als eine Brigade geführt hatte. Am 20. Februar 1943 übernahm Ziegler für den verwundeten General Gustav Fehn die Führung des Deutschen Afrikakorps, bevor er Anfang März 1943 in den Stab der Heeresgruppe Afrika versetzt wurde. Obwohl kein überragender Truppenführer, gelang ihm mit der Zerstörung von 98 Panzern der 1st Armored Division ein Erfolg, der ihm die Verleihung des Ritterkreuzes verschaffte.
Ziegler wurde vor dem Fall des Brückenkopfes Tunis evakuiert und leitete ab dem 24. Mai 1943 die Reorganisation der 334. Infanterie-Division. Vom 20. Oktober bis zum 25. November 1943 vertrat er General Hermann Breith als Kommandeur des III. Panzerkorps an der Ostfront. Am 1. Januar 1944 erreichte Ziegler mit der Beförderung zum General der Artillerie den Höhepunkt seiner Karriere. Im Februar 1944 wurde er Chef einer Auskämm-Kommission (»Sonderbeauftragter für die Vereinheitlichung der Wehrwirtschafts-Organisationen«), welche die Unruh-Kommission ablösen sollte. Zum Chef des Stabes wurde Oberst i. G. Curt Pollex ernannt. Auch weiterhin stand er Generaloberst Fromm sehr nahe. Nachdem dieser nach dem Attentat vom 20. Juli 1944 verhaftet worden war, wurde Ziegler beim SD vorstellig, um zugunsten Fromms auszusagen, was jedoch vergeblich war. Vom 24. Oktober bis zum 22. November 1944 fungierte Ziegler als Oberbefehlshaber der 14. Armee in Italien. Am Vormittag des 22. November 1944 war Ziegler auf der Fahrt zum Hochgebirgsjäger-Bataillon 4, auf der Straße zum Abetonepass (ital. Passo del Abetone) bei Pievepelago von Partisanen beschossen worden. Hierbei verletzte er sich durch einen Sturz so schwer, dass ein längerer Aufenthalt im Lazarett erforderlich wurde. Ziegler wurde in die Führerreserve versetzt und nicht mehr verwendet.
Ziegler geriet in alliierte Gefangenschaft. Nachdem er zurückgekehrt war, ließ er sich in Göttingen nieder, wo er am 21. August 1972 verstarb.